# Hrabstwo Marion (Kentucky)

Piramida wieku hrabstwa

Hrabstwo Marion – hrabstwo w USA, w stanie Kentucky. Według danych z 2010 roku, hrabstwo zamieszkiwało 19820 osób. Siedzibą hrabstwa jest Lebanon.

## Miasta
- Bradfordsville
- Lebanon
- Loretto
- Raywick